# القابندية
 القابندية  مدينة عامرة، تـتبع البلدة المركزية (القابندية) (بالفارسية: بخش مرکزی شهرستان گاوبندی)، في مقاطعة بارسيان في محافظة هرمزگان في جنوب إيرانو كانت تابعه لبلده لارستان منذ زمن بعيد. في 18 من أبريل عام 2007 للميلاد تم تغيير اسم مدينة  (القابندية) إلى  پارسيان ، بموجب مقترح تقدم به حاكم المدينة وائمه الجمعة السنة والشيعة (هكذا قيل)، واعلن الرئيس احمدي نجاد خلال لقائه مع اهالي المدينة، بأنه سيتم طرح هذا الامر في اجتماع الحكومة، للتصديق عليه. تقع مدينة « پارسيان » (القابندية) على بعد 550 كيلومتراً غرب مدينة بندر عباس مركز محافظة هرمزگان، وتبعد عن مدينة لنجة 220 كيلومتراً.

## حدود مدينة القابندية
حدود مدينة القابندية: من الشمال مدينة لامرد ومن الجنوب الخليج العربي ومن الغرب عسلوية، ومن الشرق تنتهي بـبلدة شيبكوه في أقصى الشرق.

## السكان
يبلغ عدد سكان مدينة القابندية حسب تعداد السكان لعام 2006 للميلاد، (38096) نسمه، سكان هذه المدينة خليط من السنة والشيعة، مدينة عامرة وكبيرة وبها المرافق العامة كالماء، والكهرباء، والهاتف والبريد، وكذلك بها المؤسسات الحكومية كالمدارس، والمستشفيات، والعيادات الخارجية والصيادلة، والبنوك وإلى آخره.

## سبب التسمية
القابندية أو (گاو بندية) بالفارسية وتعني ((رباط البقر))
أي محل (ربط البقر) ويقال أن التسمية جاءت بسبب أن عددا من أهلها كانوا يربطون أبقارهم عند باب البيت وقت الظهيرة.

## تاريخ
مدينة القابندية هي مركز حكم النصوريين الذين حكموا هذه المنطقة مع منطقة كنكون أو كنكان، وهم عرب اقحاح من بني خالد.
وكانت (القابندية) قرية صغيرة استطاع بني خالد النصوريين بعد هجرتهم من الجزيرة العربية أن بجعلوا منها مدينة ومقر لحكمهم.
أولهم هو: الشيخ جبارة وآخرهم الشيخ ياسر النصوري.
تقع جنوب قرية (بوستان) بمسافة (5) كيلومترات، متصلة مع قرية (احشوم) من الشرق.
تحتوي على ثلاثة آلاف منزل تقريبا، مبنى بالأحجار والاسمنت والجص والطابوق.
و في مدينة القابندية هناك حي يسمى الحي الكوخردي أو (المحلة الكوخردية) يقال انهم هاجروا من كوخرد قبل مئات السنين إلى مدينة القابندية.

## الجغرافيا
يذكر المستشرق الإنجليزي لوريمر في كتابه دليل الخليج القسم الجغرافي صفحة (713) أن القابندية عبارة عن وادي كبير تتبع منطقة شيبكوه وممتدة بخط مواز للشاطئ وتبعد حوالي (10)أميال من الشاطئ، وتتصل بالبحر وبخور نابند.
ويتراوح طول وادي القابندية (45) ميلا باتجاه الشرق للجنوب الشرقي ومن الغرب إلى الشمال الغربي، وأهم مركز تابع لها (جاه مبارك) على بعد (13) ميلا.
و يضيف لوريمر أن منطقة القابندية مقسمة إلى محافظات،
وهي أشبه بعنقود متشابك.

## التركيبة السكانية
سكانها الأصليين سنة شافعيو المذهب، ينطقون اللغة العربية،
وهم حاليا قلة لا يتجاوزون خمس السكان، أما أكثرية السكان من الفرس الشيعة الأمامية ينطقون للغة الإيرانية.
وقد هاجر معظم أهل القابندية إلى دول الخليج.

## التقسيمات الادارية لمدينة القابندية
على أساس التقسيمات الإدارية الحديثة تنقسم مدينة القابندية إلى بلدتين كبيرتين و4 قرى كبيرة و30 قرية صغيرة وتنقسم كالتالي :
- البلدة المركزية  وتشمل مدينة القابندية وقرية  بوجير  و مهركان  وأكثر من 15 قرية صغيرة وكبيرة.
- بلدة كوشكنار  وتشمل قرية  كوشكنار وقرية  بهدشت  الكبيرتين، وأكثر من 14 قرية صغيرة وكبيرة أخرى.

## وصلات خارجية
- كوخرد حاضرة إسلامية على ضفاف نهر مهران
- التقسيمات الادارية لمحافظة هرمزگان